# Pikotamid
A pikotamid fehér színű szilárd anyag, a metoxi-izoftálsav és a β-pikolilamin savamidja.
Szív- és érrendszeri események (infarktus, trombózis, agyi érkatasztrófa) megelőzésre használt, kettős hatású trombocitagátló (véralvadásgátló, „vérhígító”). Egyrészt gátolja a tromboxán A2 receptorokat(en), másrészt a tromboxán A2(en) előállításához szükséges TxA2-szintáz(en) enzimet. Az aszpirinnal ellentétben nem csökkenti az értágító hatású prosztaciklin(en) (PGI2) előállítását.
Jelenlegi tudásunk szerint legalább három különböző mechanizmus okoz vérlemezke-aggregációt:
1. ADP. Ennek hatását úgy csökkentik, hogy kreatin-foszfát és kreatin foszfokináz(en) kombinációjával ATP-vé alakítják.
2. tromboxán A2.
3. a trombin(en) vagy az A23187(en) magas szintje.

A pikotamid csak az első két esetre hat, a harmadikra nem. E szócikk csak a második esettel foglalkozik.
A klinikai vizsgálatok azt mutatták, hogy a pikotamid cukorbetegség esetén jobb hatékonyságú, mint a véralvadásgátlóként általánosan használt aszpirin. Hosszú távú hatásként csökkenti a mikroalbuminúria(en) és a plakkok(en) (érelmeszesedés) kialakulásának veszélyét.

## Működésmód
A vérlemezke aktiválódásakor a vérlemezke membránjának foszfolipidjeiből a foszfolipáz A2(en) (PLA2) enzim hatására arachidonsav keletkezik, és a ciklooxigenáz-1(en) (COX-1) enzim hatására endoperoxidokká alakul: prosztaglandin G2 (PGG2) és prosztaglandin H2(en) (PGH2)-vé. A prosztaglandin H2-t a TxA2-szintáz tromboxán A2-vé alakítja. Ezen felül a TxA2 felerősíti a vérlemezke-aktiváló jeleket azáltal, hogy újabb vérlemezkék kölcsönhatását segíti elő a saját vagy másik vérlemezke tromboxán A2 receptorán.
A TxA2-nek érszűkítő hatása is van, mely ellentétes az endotel sejtek simaizomlazító hatásával (nitrogén-monoxid, prosztaciklin). Az utóbbi (PGI2) ugyancsak a PGH2-ből keletkezik a prosztaciklin-szintáz(en) enzim hatására.
A leggyakrabban használt trombocitagátló, az aszpirin irreverzibilisen acetilálja a COX-1 enzimet, ezzel gátolva a TxA2 létrejöttét a vérlemezkékben, de a PGI2 keletkezését is az endotéliumban(en), ezért a 80-as évektől kezdve kutatások kezdődtek specifikus TxA2-gátlók előállítására.
Ezen szerek egyike a pikotamid, mely egyrészt a TxA2-szintáz enzimet, másrészt a TxA2-receptorokat (következésképpen a vérlemezkék összecsapzódását) is gátolja.
Violi 1988-ban kimutatta, hogy a pikotamid többféle anyag okozta vérlemezke-aggregációt gátol. Ilyen pl. az ADP, az arachidonsav és a kollagén. Vezza 1997-ben kimutatta, hogy a szerotonin okozta aggregációt is, mely független a TxA2-től. Az aggregáció ugyanakkor közvetlenül összefügg a TxA2-előállítással. Violi ezen felül kimutatta azt is, hogy a pikotamid nem gátolja a „jó” PGI2 előállítását az endotéliumban, ezzel csökkenti az érfalak simaizomtónusát.

## Aszpirin, pikotamid és diabétesz
A diabétesz (cukorbetegség) megnövekedett vérlemezke-aktivitással járó klinikai állapot, mely összefügg a megnövekedett TxA2-előállítással. Davì 1990-ben kimutatta, hogy a cukorbetegek vizeletében magasabb a TxB2(en) szintje. Ez az anyag a TxA2 anyagcsereterméke.
A cukorbetegek esetén az átlagosnál nagyobb a veszélye a szív- és érrendszeri megbetegedésnek. Az aszpirint kiterjedten használják a megelőzésre, de csalódást keltő eredményességgel (ellentétben a más okból veszélyeztetett betegekkel). Ennek oka nem ismert, de a tényt klinikai vizsgálatok támasztják alá. Egy 4961 cukorbeteget érintő vizsgálatban az aszpirin mindössze 7%-kal bizonyult hatékonyabbnak a placebónál, ami épp csak meghaladja a szignifikanciahatárt, miközben más betegcsoportok esetén az aszpirin hatékonysága 22%-os volt.
A pikotamid első klinikai vizsgálatában 2304 periferiális érbetegségben szenvedőt vizsgáltak. Az elsődleges szempont a fő szív- és érrendszeri események voltak (halál, infarktus, stroke, amputáció), a másodlagos szempont a kisebb események (angina, ischaemia, magas vérnyomás). A pikotamid nem bizonyult hatásosabbnak a placebónál.
A pikotamid megelőző hatása cukorbetegek körében teljesen mást mutat. Egy 438 cukorbetegen végzett vizsgálatban 45%-kal bizonyult jobbnak a placebónál. Egy másik vizsgálatban 1209 beteg kapott két éven keresztül aszpirint ill. pikotamidot. Itt a halálozási arány a pikotamid esetén 45%-kal volt kisebb, ezen felül az emésztőrendszeri vérzések száma is szignifánsan alacsonyabbnak bizonyult az aszpirinénál.

## Készítmények
Nemzetközi forgalomban:
- Plactidil

Magyarországon nincs forgalomban